# 이노우에 시게요시
이노우에 시게요시(井上成美, 1889년 12월 9일 ~ 1975년 12월 15일)는 제2차 세계 대전 당시 일본 제국 해군의 제독으로, 마지막 해군 대장이다.

## 생애
이노우에 시게요시는 미야기현의 센다이시 출신으로 해군병학교를 졸업하였다. 이후 이탈리아 해군주재무관, 군무국 제1과장, 요코스카 수비참모장을 역임했으며, 우익 장교들의 쿠데타인 2·26 사건이 일어났을 때에는 육전대에게 일본 해군성 경비를 지시해 침착하게 대응하였다.
그 후 군무국장으로 요나이 미쓰마사 해군 대신, 야마모토 이소로쿠 해군 차관과 같이 독일, 이탈리아, 일본의 삼국 동맹에 반대 하여 유명세를 탔지만, 해군 신문 기자들 사이에선 요나이 미쓰마사, 야마모토 이소로쿠, 이노우에 시게요시를 "해군 좌파 3마리"라고 비아냥 하기도 했다.
이노우에는 지나 방면 함대 참모장, 항공 본부장을 거쳐 태평양 전쟁 개전 당시 제4함대 사령관이었다. 그는 해군병학교 교장을 거쳐 해군 차관으로 중앙으로 복귀해 전쟁의 종결 공작 연구를 꾀했다.
1945년, 이노우에는 대장으로 진급하였다. 차관직에서 물러난 후 일본해군 최후의 해군대장이 되었다. 패전 후에는 요코스카 시 나가이에 은거하며 전쟁의 책임으로 공식 석상에 나타나지 않고, 아이들에게 영어를 가르치기도 했다. 이노우에가 영어를 가르친 장소는 소레이유 언덕이라는 공원이 되어 일반인에게 공개되어 있다.